# Lansargues
Lansargues (okzitanisch:  Lançargues) ist eine französische Gemeinde im Département Hérault in der Region Okzitanien in Südfrankreich. Sie hat 3.130 Einwohner (Stand: 1. Januar 2022). Sie gehört zum Arrondissement Montpellier und zum Kanton Mauguio.

## Geografie

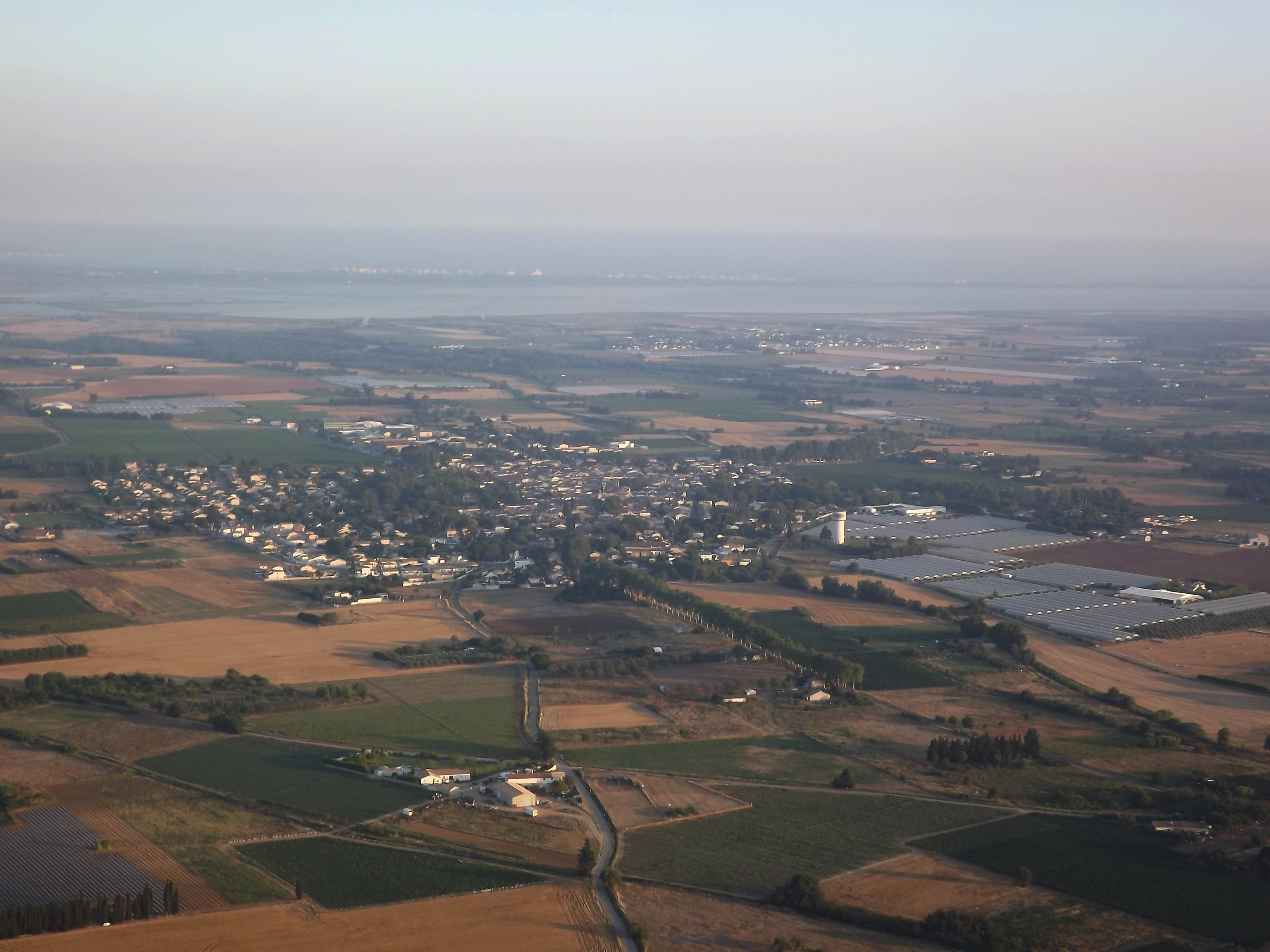
Lansargues aus der Luft

Lansargues liegt etwa 17 Kilometer ostnordöstlich von Montpellier in der Petite Camargue mit den Cevennen im Norden. Im Süden liegt die Mittelmeerlagune Étang de l’Or. Umgeben wird Lansargues von den Nachbargemeinden Valergues im Norden, Lunel-Viel im Nordosten, Saint-Just im Osten, Marsillargues im Osten und Südosten, Mauguio im Südwesten (über die Lagune), Mudaison im Westen sowie Saint-Brès im Nordwesten.
Der Bahnhof liegt an der Bahnstrecke Tarascon–Sète-Ville.

## Bevölkerungsentwicklung
| Jahr      | 1962 | 1968 | 1975 | 1982 | 1990 | 1999 | 2006 | 2017 |
| --------- | ---- | ---- | ---- | ---- | ---- | ---- | ---- | ---- |
| Einwohner | 1500 | 1504 | 1380 | 1704 | 2130 | 2491 | 2583 | 3112 |

## Sehenswürdigkeiten
- Kirche Saint-Martin

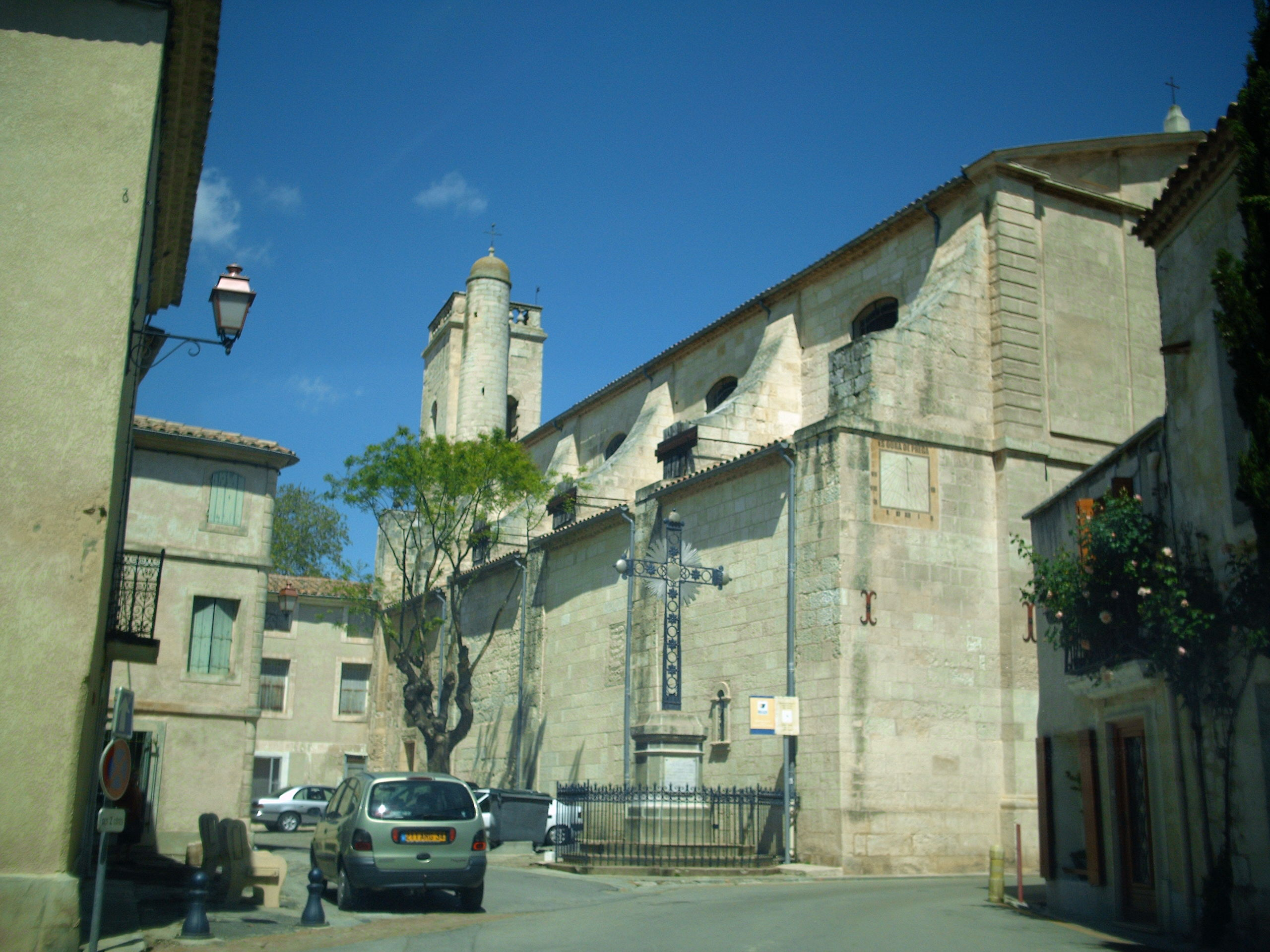
Kirche Saint-Martin

- Rathaus, in einer alten Markthalle errichtet, mit Vorplatz